# Nchemba I
Nchemba I (ou Nchamba I) est une localité du Cameroun située dans la Région du Sud-Ouest et le département de Manyu. Elle est rattachée administrativement à l'arrondissement de Upper Bayang (Tinto Council) et au canton de Tinto.

## Population
En 1953 Nchemba I et Nchemba II étaient comptabilisés ensemble. En 1967 Nchemba I, seul, comptait 228 habitants, des Banyang. À cette date la localité disposait d'une coopérative (CPMS).
Lors du recensement de 2005, on y a dénombré 82 personnes.